# Ülvi Bacarani
Ülvi Bacarani (beim Weltschachbund FIDE Ulvi Bajarani; * 27. Januar 1995 in Baku) ist ein aserbaidschanischer Schachspieler.

## Leben
Der Vater von Ülvi Bacarani, İlqar Bacarani, ist Schachschiedsrichter und Internationaler Meister. Seine Tante Kübra Bacarani, die jüngere Schwester seines Vaters, trägt den Titel FIDE-Meister der Frauen (WFM). Ülvi studierte Pharmazie an der  Aserbaidschanischen Medizinischen Universität.

## Erfolge
Bei Jugendeuropameisterschaften erhielt er drei Medaillen: 2005 (U10) in Herceg Novi wurde er hinter Konstantin Nikologorski Zweiter wofür er den Titel FIDE-Meister (FM) erhielt, 2006 (U12) in Herceg Novi Dritter und 2007 (U12) in Šibenik hinter Illja Nyschnyk erneut Zweiter. Bei der Jugendweltmeisterschaft 2005 (U10) in Belfort wurde er Dritter. Er spielte für die aserbaidschanische Nationalmannschaft bei den U16-Schacholympiaden 2009 in Akhisar am Spitzenbrett und 2011 in der Provinz Kocaeli am zweiten Brett. Bei der Schacholympiade 2016 in Baku spielte er für die zweite Mannschaft Aserbaidschans.
Die aserbaidschanische Einzelmeisterschaft konnte er 2012 und 2014 (vor Nicat Abasov) in Baku gewinnen.
Vereinsschach spielte er in Aserbaidschan für Sumqayıt und die Odlar-Yurdu-Universität, mit der er an den European Club Cups 2014 und 2015 teilnahm. In der türkischen höchsten Liga spielte er 2015.
Die Normen für den Titel Internationaler Meister hatte Ülvi Bacarani im Juni 2009 zusammen. Er erzielte sie beim 17. Abu Dhabi Masters im August 2007, beim 25. Open in Cappelle-la-Grande im März 2009 sowie mit Übererfüllung beim Master Open in Woronesch im Juni 2009, bei dem er unter anderem gegen die Großmeister Pawel Smirnow und Witali Zeschowski gewann. Die notwendige Elo-Zahl von 2400 zur Erlangung des Titels hatte Bacarani im Mai 2010 erreicht. Die notwendigen Normen zur Erlangung des Titels Schachgroßmeister hatte er im Dezember 2011 erreicht, mit Normen beim A2-Turnier des Aeroflot Opens in Moskau im Februar 2010, bei einem GM-Turnier aus der Reihe World Chess Tour – NON-STOP im Dezember 2010 in Moskau sowie beim 2. internationalen Schachfestival im Dezember 2011 in Baku. Die zur Erlangung des Titels notwendige Elo-Zahl von 2500 für den Titel erreichte er jedoch erst im November 2013.
Mit seiner höchsten Elo-Zahl von 2551 im November 2015 lag er auf dem zehnten Platz der aserbaidschanischen Elo-Rangliste.